# Грузија на Европском првенству у атлетици за јуниоре 2017.
Грузија је учествовала на 24. Европском првенству за јуниоре 2017. одржаном у Гросето, Италија, од 20. до 23. јула. Репрезентацију Грузије на њеном осмом учешћу на европским првенствима за јуниоре од 2006. године од када Грузија учествује самостално под овим именом, представљало је 3 спортиста (2 јуниора и 1 јуниорка), који су се такмичили у 3 дисциплина (2 мушке и 1 женска).

## Учесници
| Јуниори: - Миндиа Енделадзе — 400 м - Гиорги Мујаридзе — Бацање кугле | Јуниорке: - Нино Циквадзе — Бацање кладива |  |

## Резултати

### Јуниори
| Атлетичар        | Дисциплина   | Лични рекорд | Квалификације | Квалификације | Полуфинале           | Полуфинале           | Финале               | Финале       | Детаљи |
| Атлетичар        | Дисциплина   | Лични рекорд | Резултат      | Место         | Резултат             | Место                | Резултат             | Место        | Детаљи |
| ---------------- | ------------ | ------------ | ------------- | ------------- | -------------------- | -------------------- | -------------------- | ------------ | ------ |
| Миндиа Енделадзе | 400 м        | 48,22        | 48,99         | 7. у гр. 1    | Није се квалификовао | Није се квалификовао | Није се квалификовао | 33 / 35      |        |
| Гиорги Мујаридзе | бацање кугле | 14,98        | 14,28         | 14. у гр. А   |                      |                      | Није се квалификовао | 13 / 23 (24) |        |

### Јуниорке
| Атлетичарка   | Дисциплина     | Лични рекорд | Квалификације | Квалификације | Полуфинале | Полуфинале | Финале                | Финале  | Детаљи |
| Атлетичарка   | Дисциплина     | Лични рекорд | Резултат      | Место         | Резултат   | Место      | Резултат              | Место   | Детаљи |
| ------------- | -------------- | ------------ | ------------- | ------------- | ---------- | ---------- | --------------------- | ------- | ------ |
| Нино Циквадзе | бацање кладива | 57,62        | 52,84         | 13.           |            |            | Није се квалификовала | 13 / 18 |        |